# Estrada na ekranie
Estrada na ekranie (tyt. oryg. Estrada në ekran) – albański film fabularny z roku 1968 w reżyserii Fehmi Hoshafiego. Pierwszy musical w dziejach kina albańskiego. Zapis spektaklu, odegranego przez artystów estradowych z Tirany. W żartobliwej formie przedstawia niewłaściwe zachowania ludzi, pracujących w przedsiębiorstwie, marnotrawiących czas i lekceważących swoje obowiązki.
Zdjęcia do filmu kręcono w Tiranie i w Szkodrze.

## Obsada
- Skënder Sallaku
- Melpomeni Çobani
- Mihal Popi
- Tano Banushi
- Vaçe Zela
- Merkur Bozgo
- Paulin Preka
- Violeta Simoni
- Liljana Kondakçi